# うつ病の治療
うつ病の治療（うつびょうのちりょう）では、大うつ病性障害として知られる精神障害の治療法について、現状で存在するものを列挙する。通常、外来患者として治療され、患者が自分自身や他人に危険をもたらすと考えられる場合のみ精神福祉部門に入院する。
うつ病は数ヶ月以内の自然回復率が50%を超える。もっともうつ病で共通する治療は、休養、心理療法、薬物療法、電気けいれん療法である。

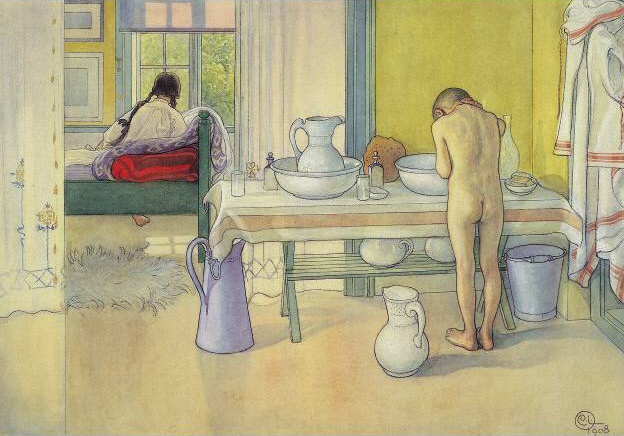
何があっても朝に起きる

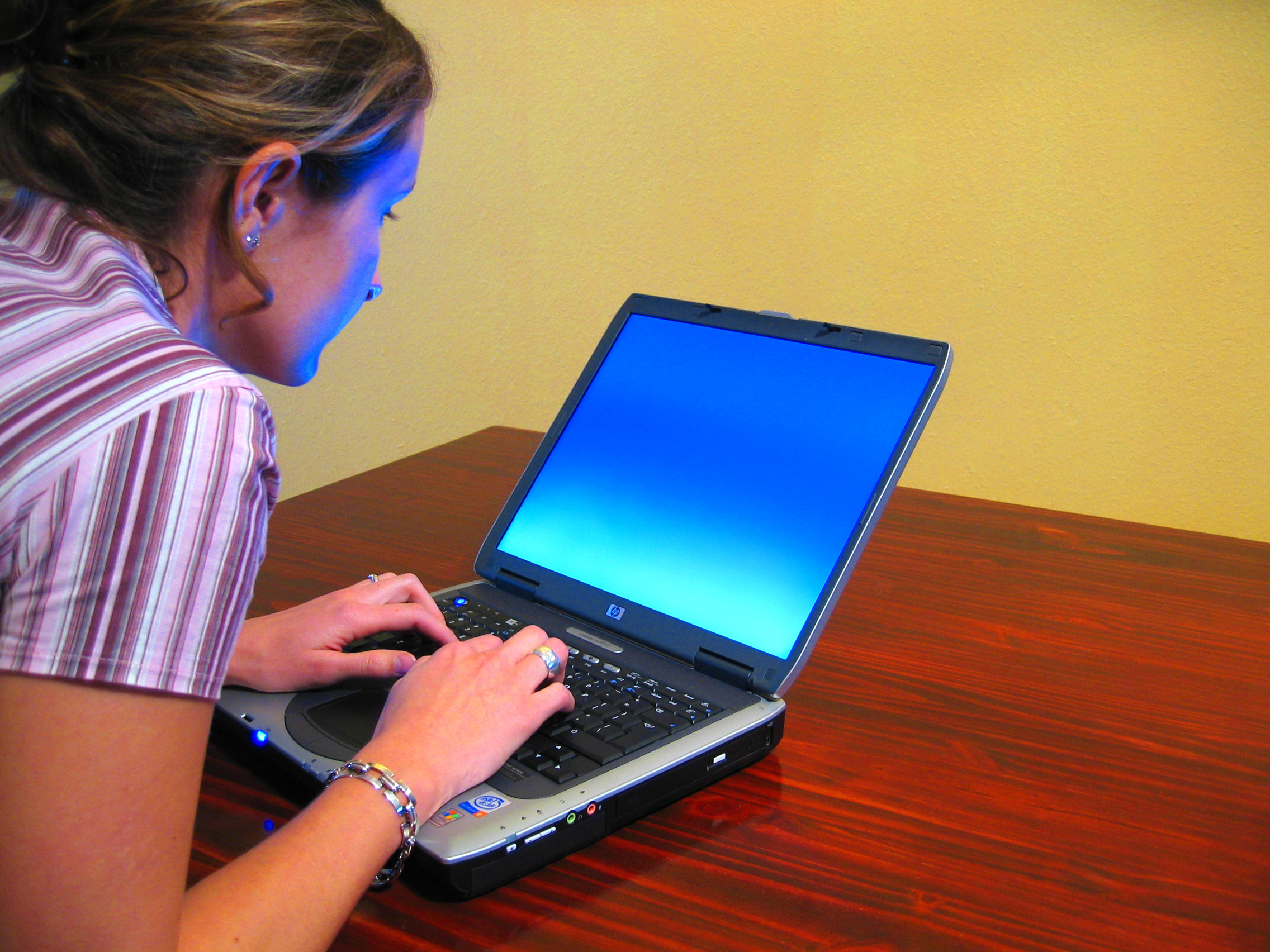
就寝前はVDT作業をしない

## 休養
うつ病は脳のエネルギー欠乏によるものなので、使いすぎてしまった脳をしっかり休ませるということが治療の基本といえる。
適切なライフスタイルを患者教育する。患者は通常の睡眠時間、起床時間を維持すべきである。うつ病患者は、気分やエネルギーが低く多くは睡眠障害を併発するため、日中の昼寝、就寝前の飲酒、日中の大量のカフェイン摂取などといった、良質な睡眠衛生とは逆の行動パターンを取っていることが多い。

## 心理療法

### 認知行動療法
認知行動療法は、認知と行動の両面に働きかけることで、自責感や自己否定的思考などの認知の歪みを修正したり（「認知の歪み#改善」を参照）、日常生活において楽しみや達成感を感じる行動を増やしながら活動性を取り戻したりすること（「行動活性化」を参照）などを図る。詳しくは、「うつ病#認知行動療法」を参照。

### 環境調整
患者が所属する環境（状況、対人関係）の変更や患者が所属している環境（状況、対人関係）の改善を行うことも有用である。たとえば、ストレスの強い環境から離れたり、良質なソーシャルサポート（人からのサポート）を増やしたりといった、環境調整の工夫も有効である。

### 問題解決法
ある問題が患者を苦しめ、うつ病の一因となっている場合、その問題を解決し症状の緩和を図るため、患者の問題解決を治療者がサポートする問題解決法が用いられる。問題解決法は、次の5段階から構成され、全ての段階で治療者がサポートを行う。
1. 問題の明確化：真の問題・具体的な問題を見つける
2. 解決方法の案出：見つけた問題への解決方法を、できるだけ多く提案する
3. 解決方法の選択：それぞれの解決方法の長所と短所を列挙し、最も実行しやすく、かつ問題解決につながりやすい解決方法を選択する
4. 解決方法の実行：事前に準備をし、選択した解決方法を実行する
5. フィードバック：問題を解決できたらその解決方法を続け、解決できなければほかの解決方法を実行する

これらを通じて、直面している問題をひとつでも解決することができれば、うつ病の一因を取り除くとともに患者が無力感から立ち直るきっかけを作ることもできる。

#### ストレス管理
ストレスは、うつ病の一因であるとされている。そこで、ストレスを引き起こすもの・事柄・状況をなくすことや変化させること、受けたストレスを上手に発散させることなどをサポートする、ストレス管理も重要な技法である。ストレスの発散に関しては、治療者や支援者が患者と協働し、楽しい活動とそうでない活動を探っていき（楽しいことリストの作成も有益である）、生活の中でできるだけ楽しい活動の数を増やし楽しくない活動を減らすことをサポートしていくことが多い。

### リラクゼーション
2008年のコクランレビューによるメタアナリシスでは、リラクゼーションのテクニックは無治療または最小限の治療よりも自己評価による抑うつ度を改善していた。

### オープンダイアローグ
薬物治療や入院治療を極力避け、対話による回復を目指す治療法。日本への導入が進められている。
　　「オープンダイアローグ」を参照

## 薬物療法

### 抗うつ薬
1999年のガイドラインでは、最も効果のある薬物治療を見つけるため、薬の種類と量は頻繁に調整すべきであり、違った抗うつ薬の組み合わせ、別種の薬物を試すことが求められ、最初の薬物への反応率は50%程度と低い、とされる。
抗うつ薬は統計的にプラセボよりも優れているが、しかし全体的な効果は低から中程度である。多くの場合、国立健康臨床研究所による臨床有意基準を満たせない。
とりわけ、中程度のうつには効用は非常に小さいが、非常に深刻なうつの場合臨床的有意性は上がっている。
シロシビン
2018年にはアメリカ食品医薬品局（FDA）が第IIb相のシロシビン治験を承認し、既存の抗うつ薬による治療に失敗した治療抵抗性のうつ病を対象とし、臨床試験は北米と欧州の様々な国、およそ1年にわたって実施される。さらに、FDAによる画期的治療薬に指定され、承認プロセスが迅速化される。

### 他の薬

#### 非定型抗精神病薬
うつ薬に非定型抗精神病薬を組み合わせて使う「増強療法」は、抗うつ薬の効果を高めることが知られており、抗うつ薬による適切な治療を行っても十分な効果が認められない場合、効果が期待できる治療法である。

#### セントジョーンズワート

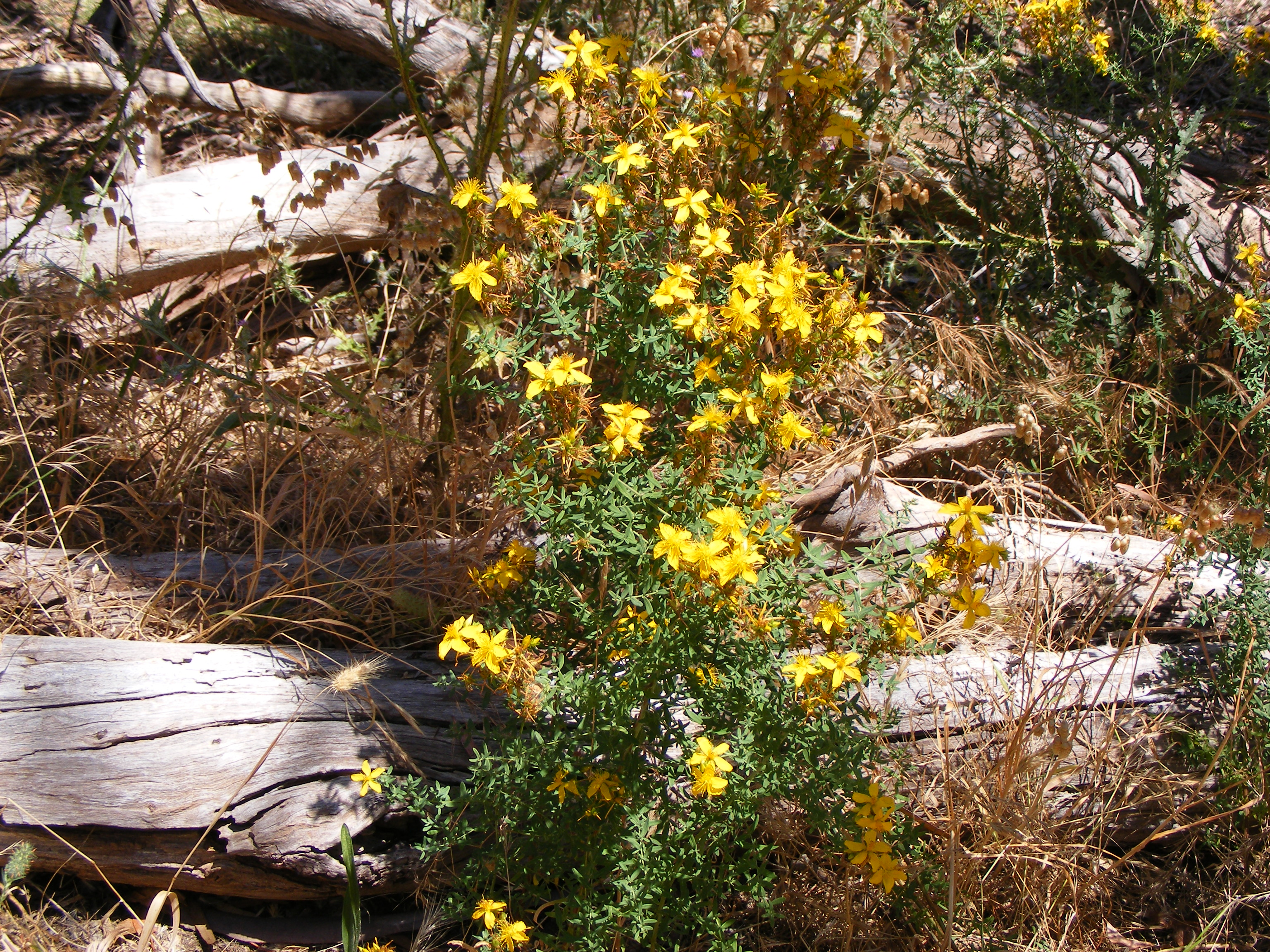
St. John's Wort (セイヨウオトギリソウ)

日本ではサプリメントとして市販されている。副作用があり、日本での治療エビデンスは希薄である。
セント・ジョーンズ・ワートにおいてもセロトニン症候群の可能性があるので、注意が必要である。

#### SAMe
S-アデノシルメチオニン（SAMe）は、アメリカとカナダではサプリメントとして販売されており、イタリアおよびドイツでは処方薬として認可されている。うつ病、関節炎、肝臓疾患への有効性が知られている。大うつ病の治療に標準的な抗うつ薬と同等であることが示唆されている。選択的セロトニン再取り込み阻害薬（SSRI）に無反応の大うつ病性障害の患者に、投与し偽薬に比較して有意差が得られた。

## 運動療法
WHOガイドラインでは、可能な限り体を動かすようにすべきと勧告されている。
治療エビデンスは様々であり、運動はうつ病の症状を改善させない、通常の治療と比較して抗うつ剤の使用を減少させない、身体活動を増加させることは、うつ病からの回復の機会を増加させないとの報告がある。1999年のデューク大学のJames A. Blumenthalらの研究（standard medical intervention versus long term exercise (SMILE)／標準的な医学的介入と長期運動）によれば、運動と抗うつ薬セルトラリン投与の治療は同程度の効果があった。

## 自然治癒
アメリカ国立精神衛生研究所（NIMH）は抗うつ薬の普及前、うつ病は自然回復し再発は滅多にないと公式に述べていた。また、NIMHの研究者らは、抗うつ薬が回復期間の短縮に役立つ可能性はあっても、長期回復率の上昇には役立たないと考えている。1964年、NIMHのジョナサン・コール（Jonathan Cole）は「うつ病は、全体的に、治療の有無にかかわらず、最終的には回復する予後が最良な精神状態の一つです。ほとんどのうつ病は治療しなくても長期的には回復します」と述べている。1974年、NIMHのうつ病部門長であるディーン・シュイラー（Dean Schuyler）は、ほとんどのうつ病は「特別な治療をしなくても事実上完治するという経過をたどります」と説明している。数ヶ月以内の自然回復率が50%を越えるため、各種治療法の有効性の判断は難しい。
日本での研究では、6か月程度の治療で回復する症例が、50%程度であるとされ、多くの症例が、比較的短い治療期間で回復する。しかし、一方では20%程度の症例では、1年以上うつ状態が続くとも言われ、必ずしもすべての症例で、簡単に治療が成功するわけではない。また、一旦回復した後にも、再発しない症例がある一方、うつ病を繰り返す症例もある。

## その他

### 経頭蓋磁気刺激法
経頭蓋磁気刺激法（TMS）または反復経頭蓋磁気刺激療法（rTMS）とは、頭の外側から磁気パルスを当て、脳内に局所的な電流を生じさせることで脳機能の活性化を図るもの。2021年の精神神経科学者の中村元昭の学術論文によると、日本では2019年6月から、rTMSの一部が保険適用と認定された。ただし2021年時点での保険適用のrTMSでは、患者が得られる治療範囲も、医療機関が得られる診療報酬も極めて限定されており、結果として「自由診療ビジネス」がはびこっていると同論文は述べている。2010年代前半に杏林大学医学部が公開した、精神神経科学者の鬼頭伸輔による解説では、6週間のTMS治療での寛解率は27.1％。3週間の抗うつ薬による維持療法の導入後は、寛解率は36.5%。それに続く24週間の維持療法では、症状の増悪した患者に追加TMSを併用しており、結果として寛解率は約50 - 60%。
副作用としては、刺激部位の痛みや不快感、頭痛など。
前述の鬼頭伸輔が日本リハビリテーション医学会へ投稿した学術論文（2019年）によると、高頻度の「rTMS」（反復経頭蓋磁気刺激療法）は、うつ病を改善させていると考えられる。うつ病患者の背外側前頭前野および大脳辺縁系では、機能的不均衡が起きており、rTMSはこの症状を是正する。
同論文によればそもそもTMSという技術は、電磁誘導の法則を使って非侵襲的に神経刺激（ニューロスティミュレーション　neurostimulation）を行う。TMSの中でも、規則的な刺激を繰り返し行う技術を「rTMS」といい、これは神経調節（ニューロモデュレーション　neuromodulation）を引き起こす。rTMSによるうつ病治療では、刺激部位として背外側前頭前野が選ばれることが多い。それを大別すると、左前頭前野への高頻度rTMSか、右前頭前野への低頻度rTMSかになる。また、rTMSによる治療はうつ病以外にも向けられており、例えば強迫性障害・不安障害・摂食障害・統合失調症・双極性障害・依存症などがあると同論文は述べる。
同論文によると世界的にrTMSの承認は、刺激条件ごとおよび治療装置ごとに行われている。2018年9月時点では、アメリカで承認されたrTMSの刺激条件は、左前頭前野への10Hzの高頻度rTMSで、治療時間37.5分および18.8分。承認されているrTMS装置はNeuronetics社、MagVenture社、Magstim社のもの。一方、日本で承認された刺激条件は37.5分、装置はNeuronetics社のもの。

### 睡眠衛生
うつ病は一般的に睡眠不足（入眠困難、早朝覚醒、日中の一般的な倦怠感）に関連付けられている。 抑うつと睡眠不足の2つの相互作用により症状を悪化させる。良い睡眠衛生によってこの悪循環を断ち切ることが重要な助けとなる。 それには標準就寝時間の確保、カフェイン等の覚醒物質を絶つ、睡眠時無呼吸のような外乱要素の治療などがある。皮肉にも、睡眠短縮（断眠療法など）はうつ病の一時的な治療である。断眠療法は効果が持続しにくく、その場合、薬物療法や光療法を併用する。

### 高照度光照射療法

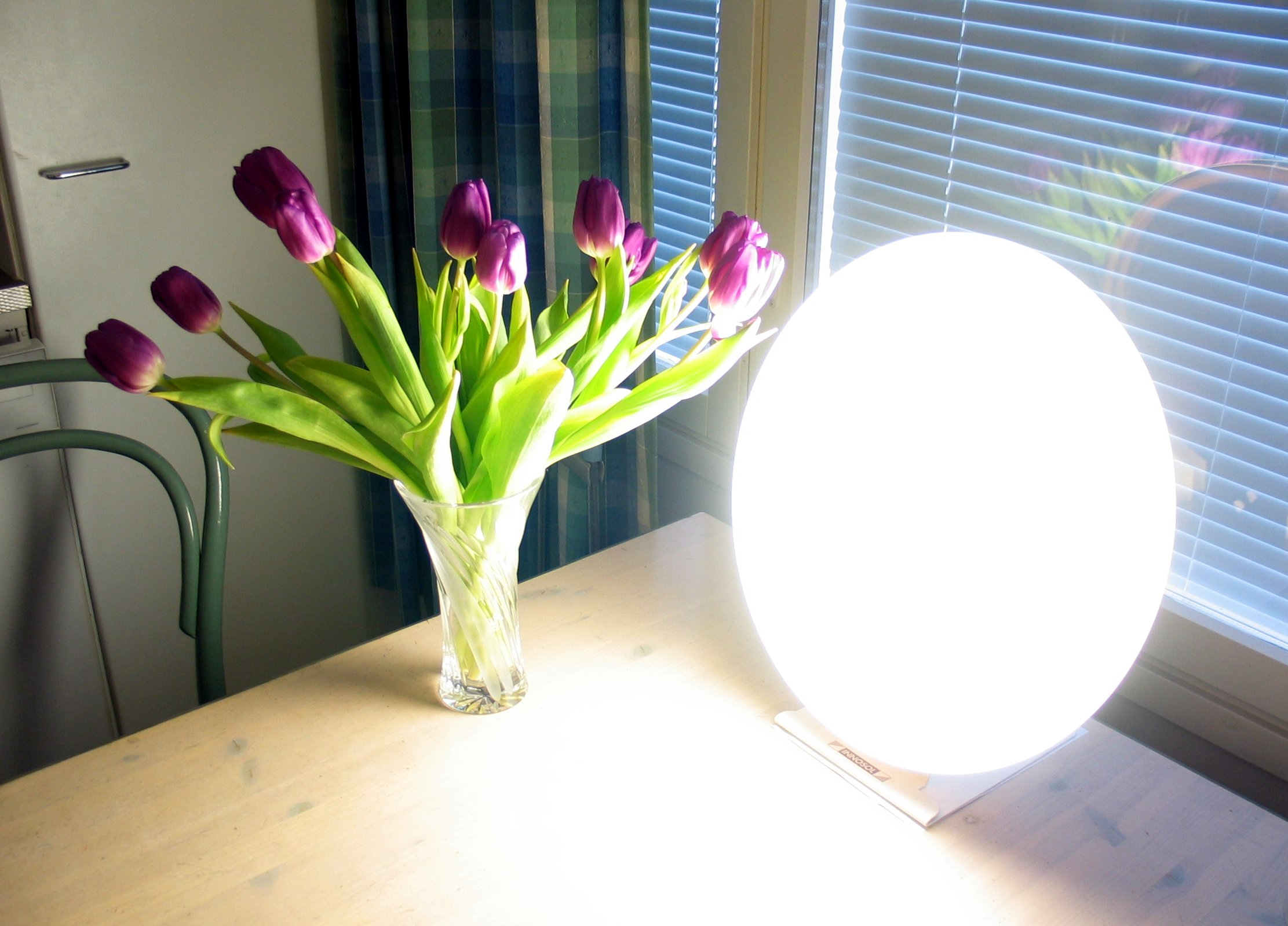
光療法は時折抑うつ治療に用いられ、特に季節性情動障害に多い

全米精神科医協会による高照度光照射療法についてのメタアナリシス調査では、季節性情動障害、非季節性情動障害の両方においてプラセボよりも効果が確認され、効果は標準の抗うつ薬治療と類似であった。非季節性情動障害では、標準の抗うつ薬治療に追加で光療法を行うことは効果的でなかった。

## 代替医療

### 鍼治療
2004年のコクランレビューでは、低い品質のエビデンスベースだが、鍼治療がうつ病の治療に効果があるかどうかのエビデンスは不十分と結論付けている。
臨床試験では、鍼灸の効果はアミトリプチリンと同等の効果が示されている。加えて、とりわけ電気鍼では更に効果があり、うつ病患者の 3-methyl-4-hydroxy-phenylglycol (中央神経伝達物質ノルアドレナリンの主な代謝物) の減少をもたらす。一方で、デキサメタゾン抑制試験では、アミトリプチリンはその抑制では更に効果があった。
鍼は体内のエンドルフィン生産レベルを引き上げることが証明されている。

### 冷水治療
Nikolai Shevchukによる研究では、冷たいシャワーを浴びることはうつの治療を助ける効果があると主張している。氏は冷たいシャワーは脳の主要なノルアドレナリン元である locus ceruleus や blue spot を刺激するという生物学的説を主張している。またβ-エンドルフィンのレベルに影響するとしている。

### 漢方薬
漢方薬では、柴胡加竜骨牡蛎湯・半夏厚朴湯・加味逍遙散・加味帰脾湯（焦燥感の強い場合は悪化の恐れあり注意）が主に用いられる。
治療有効例では約2週間ほどで効果を示すことが多いが、効果のない場合でも4 - 6週間の経過を見た方がよい場合もある。西洋薬から漢方薬への切り替えは困難なことが多く、少なくとも急激な断薬はしてはならない。
エビデンスレベルは高くない。

### アロマテラピー
うつ病に対するアロマテラピーについて、12のランダム化比較試験があり、香りの吸入あるいはアロママッサージであり、証拠の質が低いものも含まれるが概して抑うつ症状の緩和に有効である可能性が示されており、吸入よりマッサージの方が効果が高そうである。

### トリプトファン
アミノ酸であるトリプトファンは、セロトニン・メラトニンといったモノアミン神経伝達物質などの前駆体として重要である。
コクラン共同計画のメタアナリシスではトリプトファンについての108の臨床試験のうち2つの試験しか十分な精度を有していないことを明らかにした。その結果、トリプトファンの十分な効果の証拠が認められないのでうつ病治療に推奨できないと結論付けた。
米国ではトリプトファンを含むサプリメントは販売禁止である。

### 低フルクトース食
食事療法・ビタミンB群摂取の日本でのエビデンスは希薄である。

### オメガ3脂肪酸
日本ではサプリメントとして市販されている。日本での治療エビデンスは希薄である。

### エルゴチオネイン
タモギタケなどのキノコ類に含まれるエルゴチオネインには抗うつ作用があることが動物試験で明らかになっている。アメリカのNational Health and Nutrition Examination Surveyによると、エルゴチオネインなどを含むキノコ類を摂取するとうつ病の発生リスクが抑えられることが示唆された。